# Vukašin Jovanović
Vukašin Jovanović, né le 17 mai 1996 à Belgrade en Yougoslavie (aujourd'hui en Serbie), est un footballeur serbe évoluant au poste de défenseur à l'Apollon Limassol.

## Biographie
Vukašin Jovanović participe au championnat d'Europe des moins de 19 ans 2014 organisée en Hongrie, puis à la Coupe du monde des moins de 20 ans 2015 qui se déroule en Nouvelle-Zélande. Lors du mondial, il joue cinq matchs. La Serbie remporte la compétition en battant le Brésil en finale.

### Girondins de Bordeaux
Il fait ses débuts sous ses nouvelles couleurs lors d'un déplacement à Caen pour le compte de la 24e journée de Ligue 1 (victoire 0-4). Devant composer avec la blessure d'Igor Lewczuk, touché à la cuisse face à Rennes lors de la précédente journée, Jocelyn Gourvennec décide de le titulariser en défense centrale au côté de Nicolas Pallois. Sa bonne prestation lui vaut de figurer dans l'équipe type de L'Équipe (7/10).
Le 14 juillet 2017, un accord est trouvé entre le club russe et Bordeaux pour un transfert définitif du défenseur serbe.

## Statistiques
| Saison                | Club                         | Championnat           | Championnat | Championnat | Championnat | Coupe nationale | Coupe nationale | Coupe nationale | Coupe de la Ligue | Coupe de la Ligue | Coupe de la Ligue | Compétition(s) continentale(s) | Compétition(s) continentale(s) | Compétition(s) continentale(s) | Compétition(s) continentale(s) | Total | Total | Total |
| Saison                | Club                         | Division              | M.          | B.          | P.d.        | M.              | B.              | P.d.            | M.                | B.                | P.d.              | Comp.                          | M.                             | B.                             | P.d.                           | M.    | B.    | P.d.  |
| 2014-2015             | Étoile rouge de Belgrade     | SuperLiga             | 13          | 0           | 0           | -               | -               | -               | -                 | -                 | -                 | -                              | -                              | -                              | -                              | 13    | 0     | 0     |
| 2015-2016             | Étoile rouge de Belgrade     | SuperLiga             | 19          | 2           | 2           | 2               | 0               | 0               | -                 | -                 | -                 | C3                             | 1                              | 0                              | 0                              | 22    | 2     | 2     |
| Sous-total            | Sous-total                   | Sous-total            | 32          | 2           | 2           | 2               | 0               | 0               | -                 | -                 | -                 | -                              | 1                              | 0                              | 0                              | 35    | 2     | 2     |
| 2016-2017             | Zénith Saint-Pétersbourg     | Premier-Liga          | -           | -           | -           | -               | -               | -               | -                 | -                 | -                 | -                              | -                              | -                              | -                              | 0     | 0     | 0     |
| Sous-total            | Sous-total                   | Sous-total            | -           | -           | -           | -               | -               | -               | -                 | -                 | -                 | -                              | -                              | -                              | -                              | 0     | 0     | 0     |
| 2017 (janvier)-2017   | Girondins de Bordeaux (prêt) | Ligue 1               | 8           | 0           | 0           | 1               | 0               | 0               | -                 | -                 | -                 | -                              | -                              | -                              | -                              | 9     | 0     | 0     |
| 2017-2018 (janvier)   | Girondins de Bordeaux        | Ligue 1               | 16          | 0           | 0           | -               | -               | -               | -                 | -                 | -                 | C3                             | -                              | -                              | -                              | 16    | 0     | 0     |
| Sous-total            | Sous-total                   | Sous-total            | 24          | 0           | 0           | 1               | 0               | 0               | -                 | -                 | -                 | -                              | -                              | -                              | -                              | 25    | 0     | 0     |
| 2018 (janvier)-2018   | SD Eibar (prêt)              | La Liga               | -           | -           | -           | -               | -               | -               | -                 | -                 | -                 | -                              | -                              | -                              | -                              | 0     | 0     | 0     |
| Sous-total            | Sous-total                   | Sous-total            | -           | -           | -           | -               | -               | -               | -                 | -                 | -                 | -                              | -                              | -                              | -                              | 0     | 0     | 0     |
| 2018-2019             | Girondins de Bordeaux        | Ligue 1               | 16          | 0           | 0           | 1               | 0               | 0               | 1                 | 0                 | 0                 | C3                             | 1                              | 0                              | 0                              | 19    | 0     | 0     |
| 2019-2020             | Girondins de Bordeaux        | Ligue 1               | 9           | 0           | 1           | 1               | 0               | 0               | 1                 | 0                 | 0                 | -                              | -                              | -                              | -                              | 11    | 0     | 1     |
| 2020-2021             | Girondins de Bordeaux        | Ligue 1               | -           | -           | -           | -               | -               | -               | -                 | -                 | -                 | -                              | -                              | -                              | -                              | 0     | 0     | 0     |
| Sous-total            | Sous-total                   | Sous-total            | 25          | 0           | 1           | 2               | 0               | 0               | 2                 | 0                 | 0                 | -                              | 1                              | 0                              | 0                              | 30    | 0     | 1     |
| Total sur la carrière | Total sur la carrière        | Total sur la carrière | 81          | 2           | 3           | 5               | 0               | 0               | 2                 | 0                 | 0                 | -                              | 2                              | 0                              | 0                              | 90    | 2     | 3     |

## Palmarès
- Vainqueur de la Coupe du monde des moins de 20 ans en 2015 avec l'équipe de Serbie
- Championnat de Serbie en 2016